# Riom-ès-Montagnes
Ne pas confondre avec Riom (département du Puy-de-Dôme), Rioms (département de la Drôme) ou Riom-Parsonz (Suisse)

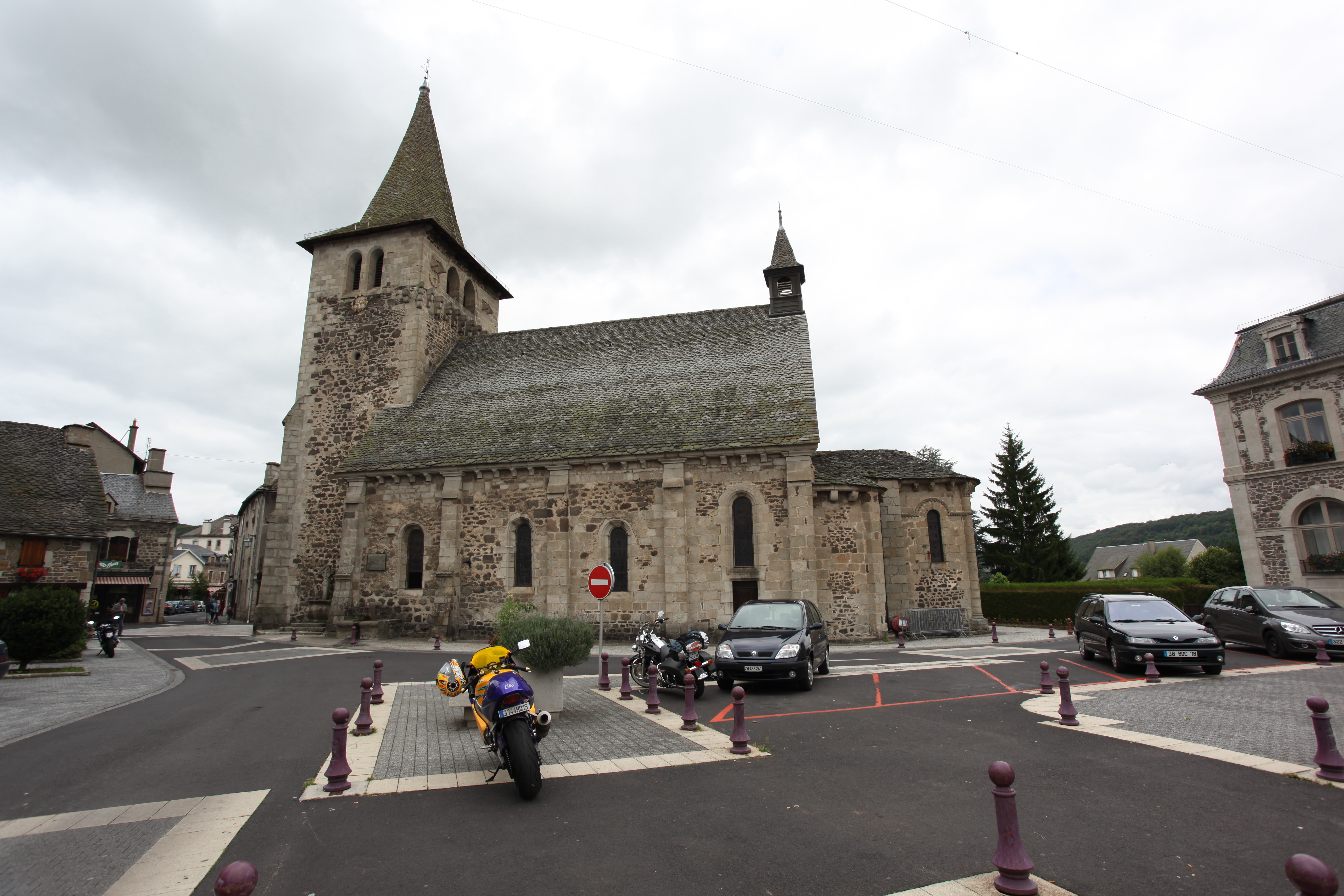
L'église Saint-Georges.

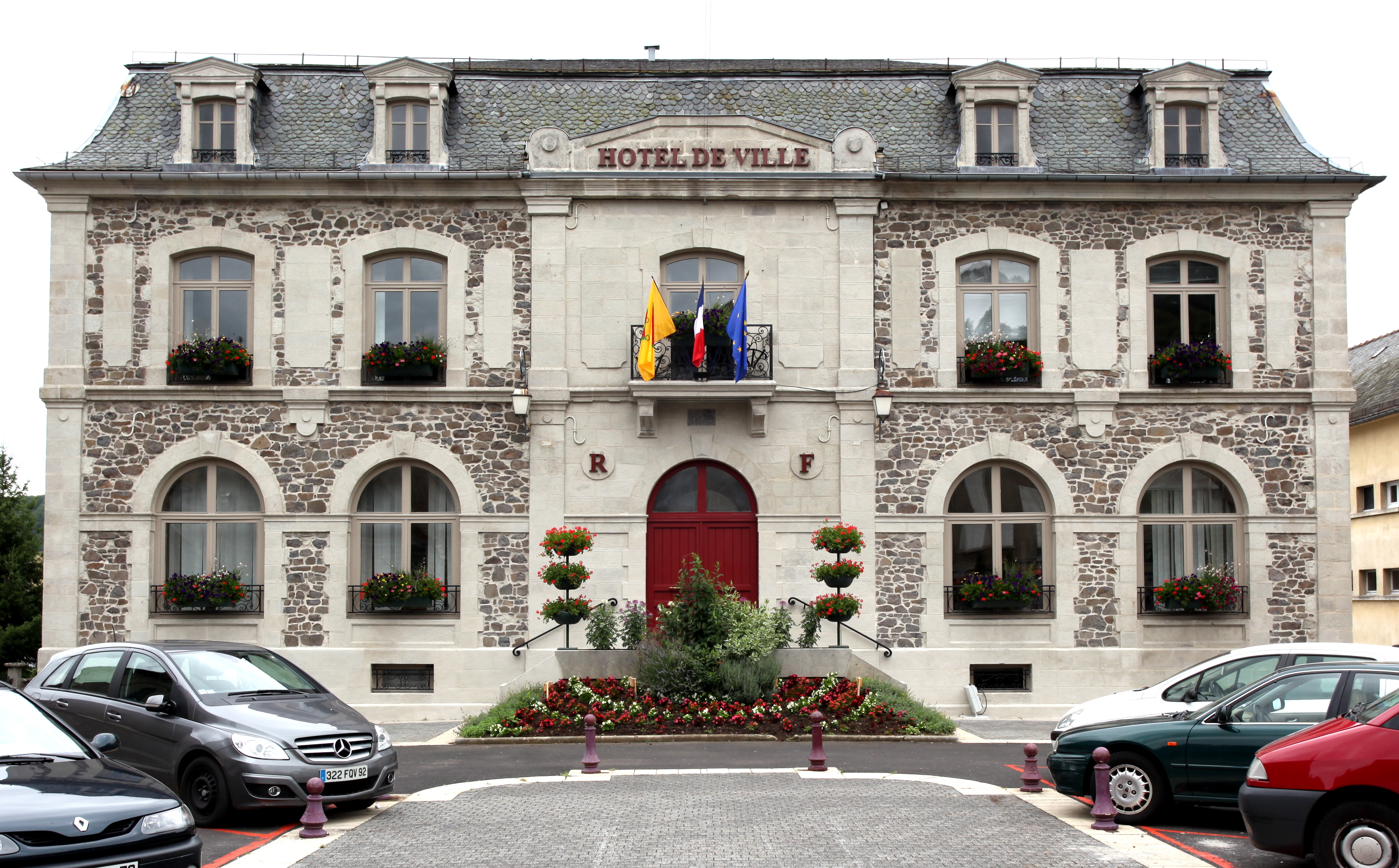
L'hôtel de ville.

Riom-ès-Montagnes (prononcé [ʁjɔ̃ ɛs mɔ̃taɲ] ; Riòm de las Montanhas en occitan) est une commune française située dans le département du Cantal, en région d'Auvergne-Rhône-Alpes.
Ses habitants sont appelés les Riomois et Riomoises.

## Géographie

### Localisation
La commune de Riom-ès-Montagnes, principale ville du « Pays Gentiane », se situe au nord-ouest du département du Cantal, et au cœur du parc naturel régional des volcans d'Auvergne.
Située entre les Monts Dore et les Monts du Cantal à une altitude de 840 mètres, Riom-ès-Montagnes compte 2 403 habitants en 2022.
Le territoire de la commune est limitrophe de ceux de 7 communes :
| Saint-Étienne-de-Chomeil |                   | Saint-Amandin |
| Menet                    | Riom-ès-Montagnes | Marchastel    |
| Valette                  | Collandres        | Apchon        |

### Hydrographie
La rivière Véronne, traverse Riom-ès-Montagnes. Elle se jette dans la Petite Rhue qui marque la limite entre Riom-ès-Montagnes et les communes voisines de Marchastel et Saint-Amandin.
Le barrage de Journiac se trouve en partie sur le territoire de la commune, sur la Petite Rhue à la limite avec Saint-Amandin.
D'autres cours d'eau sillonnent la commune comme le ruisseau de la Grolle, le ruisseau du Cheylat, le Soulou…

### Climat
Pour des articles plus généraux, voir Climat d'Auvergne-Rhône-Alpes et Climat du Cantal.
En 2010, le climat de la commune est de type climat de montagne, selon une étude du CNRS s'appuyant sur une série de données couvrant la période 1971-2000. En 2020, Météo-France publie une typologie des climats de la France métropolitaine dans laquelle la commune est exposée à un climat de montagne ou de marges de montagne et est dans la région climatique Ouest et nord-ouest du Massif Central, caractérisée par une pluviométrie annuelle de 900 à 1 500 mm, maximale en automne et en hiver.
Pour la période 1971-2000, la température annuelle moyenne est de 8,2 °C, avec une amplitude thermique annuelle de 14,9 °C. Le cumul annuel moyen de précipitations est de 1 245 mm, avec 13,9 jours de précipitations en janvier et 8,9 jours en juillet. Pour la période 1991-2020, la température moyenne annuelle observée par la station météorologique installée dans la commune est de 9,7 °C et le cumul annuel moyen de précipitations est de 1 221,4 mm,. Pour l'avenir, les paramètres climatiques de la commune estimés pour 2050 selon différents scénarios d'émission de gaz à effet de serre sont consultables sur un site dédié publié par Météo-France en novembre 2022.
| Mois                                  | jan.          | fév.          | mars           | avril         | mai           | juin        | jui.          | août        | sep.          | oct.          | nov.         | déc.           | année    |
| ------------------------------------- | ------------- | ------------- | -------------- | ------------- | ------------- | ----------- | ------------- | ----------- | ------------- | ------------- | ------------ | -------------- | -------- |
| Température minimale moyenne (°C)     | −2,3          | −2,8          | −0,2           | 2,7           | 5,9           | 9,5         | 11,5          | 10,2        | 7,4           | 5,1           | 1,4          | −1,4           | 3,9      |
| Température moyenne (°C)              | 2             | 2,4           | 5,3            | 8,9           | 11,9          | 16          | 18,5          | 17,2        | 14,1          | 10,7          | 6            | 3              | 9,7      |
| Température maximale moyenne (°C)     | 6,3           | 7,5           | 10,8           | 15,2          | 17,9          | 22,5        | 25,5          | 24,2        | 20,7          | 16,4          | 10,6         | 7,5            | 15,4     |
| Record de froid (°C) date du record   | −16 31.01.10  | −19 05.02.12  | −11,5 13.03.10 | −8 07.04.08   | −3,5 03.05.21 | 1 13.06.19  | 3 15.07.16    | 2 29.08.10  | −1,5 27.09.10 | −8 29.10.12   | −12 30.11.21 | −18,5 18.12.10 | −19 2012 |
| Record de chaleur (°C) date du record | 19,8 28.01.24 | 24,5 27.02.19 | 25 31.03.21    | 26,5 09.04.11 | 32 21.05.22   | 39 28.06.19 | 38,5 24.07.19 | 38 08.08.20 | 33,9 04.09.23 | 30,3 08.10.23 | 26 08.11.15  | 20,1 31.12.22  | 39 2019  |
| Précipitations (mm)                   | 99,7          | 90,2          | 87,5           | 108,6         | 113           | 89,5        | 85,3          | 92,5        | 102,5         | 108,1         | 125,1        | 119,4          | 1 221,4  |

## Urbanisme

### Typologie
Au 1er janvier 2024, Riom-ès-Montagnes est catégorisée bourg rural, selon la nouvelle grille communale de densité à 7 niveaux définie par l'Insee en 2022.
Elle appartient à l'unité urbaine de Riom-ès-Montagnes, une unité urbaine monocommunale constituant une ville isolée,. La commune est en outre hors attraction des villes,.

### Occupation des sols
L'occupation des sols de la commune, telle qu'elle ressort de la base de données européenne d’occupation biophysique des sols Corine Land Cover (CLC), est marquée par l'importance des territoires agricoles (69,4 % en 2018), en diminution par rapport à 1990 (70,9 %). La répartition détaillée en 2018 est la suivante : 
prairies (56,2 %), forêts (22,9 %), zones agricoles hétérogènes (13,3 %), milieux à végétation arbustive et/ou herbacée (3,5 %), zones urbanisées (3,4 %), zones industrielles ou commerciales et réseaux de communication (0,6 %), zones humides intérieures (0,1 %). L'évolution de l’occupation des sols de la commune et de ses infrastructures peut être observée sur les différentes représentations cartographiques du territoire : la carte de Cassini (XVIIIe siècle), la carte d'état-major (1820-1866) et les cartes ou photos aériennes de l'IGN pour la période actuelle (1950 à aujourd'hui).

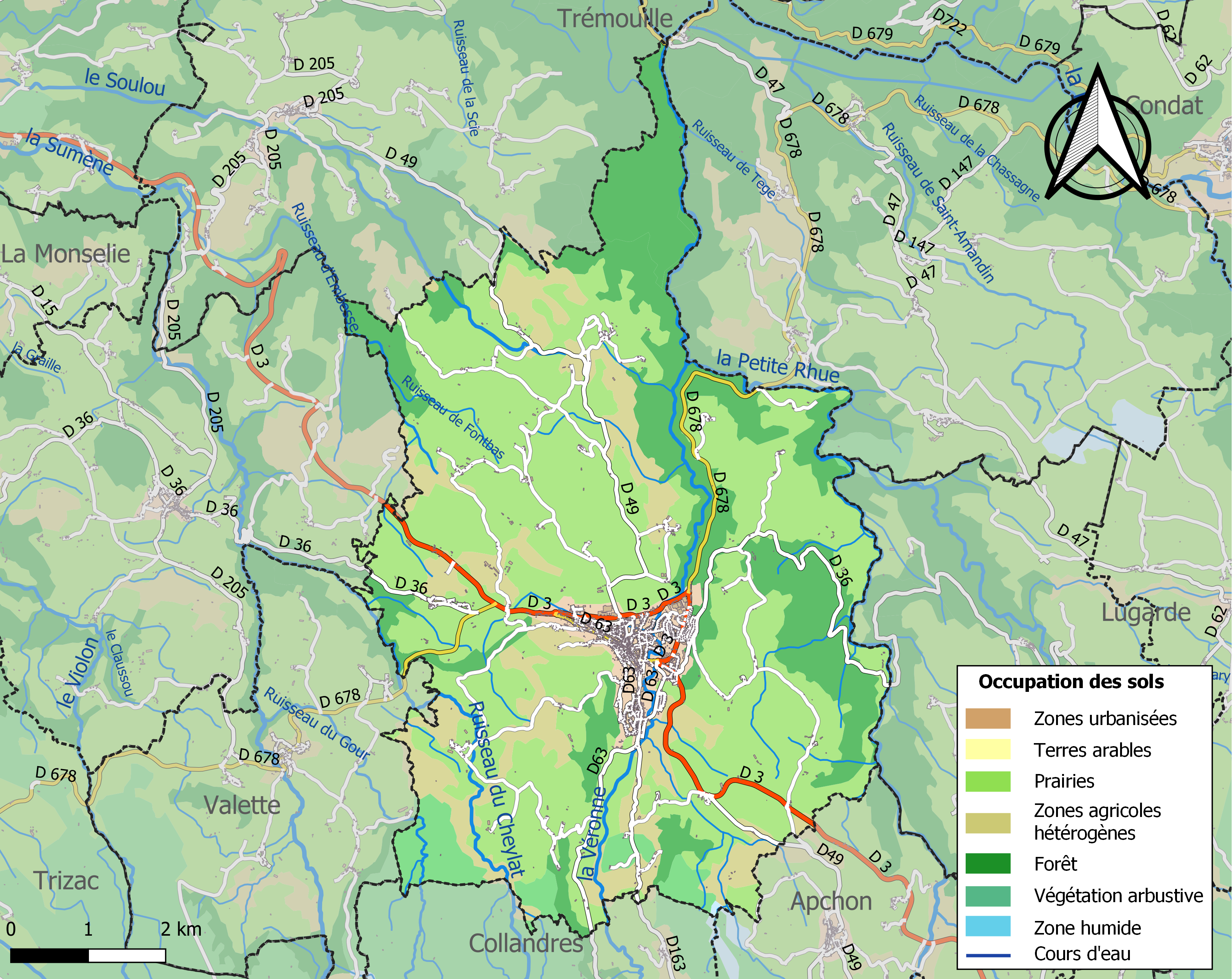
Carte des infrastructures et de l'occupation des sols de la commune en 2018 (CLC).

### Lieux-dits, hameaux et écarts
- L'Estampe, dont le nom est Le Temple sur la carte de Cassini de 1783[18].
- La Volumard.
- Freytet, lieu habité depuis le Moyen Âge, comme en témoignent les cases présentes sur le plateau dominant le hameau.
- La Ribeyrette, ferme située à proximité de la croix et de la cascade du même nom.
- Les Bondes et son étang, un écosystème à préserver.
- Rignac, véritable petit village bordé par le Cheylat, rivière affluent de la Sumène.
- Les Mazets, devenu quartier de Riom-ès-Montagnes.
- Roussillou et son étang, lieu de pêche.

### Habitat et logement
En 2018, le nombre total de logements dans la commune était de 1 709, alors qu'il était de 1 777 en 2013 et de 1 721 en 2008.
Parmi ces logements, 73,5 % étaient des résidences principales, 10,5 % des résidences secondaires et 16 % des logements vacants. Ces logements étaient pour 65,9 % d'entre eux des maisons individuelles et pour 34 % des appartements.
Le tableau ci-dessous présente la typologie des logements à Riom-ès-Montagnes en 2018 en comparaison avec celle du Cantal et de la France entière. Une caractéristique marquante du parc de logements est ainsi une proportion de résidences secondaires et logements occasionnels (10,5 %) inférieure à celle du département (20,4 %) mais supérieure à celle de la France entière (9,7 %). Concernant le statut d'occupation de ces logements, 63 % des habitants de la commune sont propriétaires de leur logement (61,6 % en 2013), contre 70,4 % pour le Cantal et 57,5 pour la France entière.
| Typologie                                               | Riom-ès-Montagnes | Cantal | France entière |
| ------------------------------------------------------- | ----------------- | ------ | -------------- |
| Résidences principales (en %)                           | 73,5              | 67,7   | 82,1           |
| Résidences secondaires et logements occasionnels (en %) | 10,5              | 20,4   | 9,7            |
| Logements vacants (en %)                                | 16                | 11,9   | 8,2            |

### Voies de communication et transports
Autrefois très utilisé, le transport ferroviaire reste toujours actif grâce au Gentiane express, train touristique qui circule en Haute-Auvergne, s'arrête en gare de Riom-ès-Montagnes et reprend partiellement l'ancienne ligne de Bort-les-Orgues à Neussargues. Cette ligne fut inaugurée le 5 juillet 1908.
Louis Bonnet, créateur de « l'Auvergnat de Paris » a été un précurseur dans ce qui est appelé de nos jours les « voyages organisés ». En 1904, il crée les trains qui portent son nom. Jusqu'en 1939, ils conduisent, à prix réduit, chaque printemps et chaque été, des compatriotes au pays. Une ambiance toute particulière règne dans ces wagons, comme il se doit entre Auvergnats : cabrette et casse-croûte, bourrée sur le quai, à chaque arrêt. Ces voyages passeront à Riom-ès-Montagnes en 1923.
Deux axes se croisent sur dans la ville, l'axe Mauriac/Condat et l'axe Bort-les-Orgues/Murat/Saint-Flour.
La route nationale 678 qui allait de Laguenne à La Sauvetat en passant par Mauriac, Riom-ès-Montagnes et Condat est déclassée en « route départementale 678 » sur le département du Cantal.

## Toponymie
Du gaulois rigomagos signifiant le marché du roi.
Issu du mot gaulois Rix ou rig, le « roi » local, celui qui percevait sans doute les droits de marché, accompagné du mot gaulois magos qui a d'abord désigné un simple champ, puis un champ de foire, un marché et enfin le village ou la ville qui se développe autour de ce marché.

## Histoire
Sur la ligne de Bort-les-Orgues à Neussargues, la commune a bénéficié d'une gare mise en service le 11 mai 1908 par la compagnie du chemin de fer de Paris à Orléans. La SNCF a fermé le service voyageurs en 1990 et le trafic marchandise en 1991, mais la gare a retrouvé une activité en 1997 avec l'exploitation touristique partielle de la ligne par le train touristique Gentiane express.
Le gisement de diatomite de La Bade à Collandres (datant du Miocène moyen), dans la vallée de la Véronne approvisionnait l'usine CECA de Riom-ès-Montagnes. Il a été fermé en 1994 du fait de son épuisement. Extraite par des galeries souterraines, la diatomite y était extrêmement pure avec la seule diatomée Cyclotella, de très haute qualité pour les filtrations. Ensuite, l'usine a été approvisionnée depuis le gisement de Foufouilloux située au nord de Murat.

## Politique et administration

### Liste des maires
| Période                                  | Période                   | Identité                   | Étiquette    | Qualité                                                       |
| ---------------------------------------- | ------------------------- | -------------------------- | ------------ | ------------------------------------------------------------- |
| Les données manquantes sont à compléter. |                           |                            |              |                                                               |
| 1791                                     | 1792                      | Jean Fayer                 |              |                                                               |
| 1792                                     | 1805                      | Antoine Chicardier         |              | Instituteur                                                   |
| 1805                                     | 1817                      | Jean Demurat               |              | Avocat                                                        |
| 1817                                     | 1834                      | Jean-François Fonteilles   |              | Avocat                                                        |
| 1834                                     | 1847                      | Louis Antoine Robin        |              | Greffier                                                      |
| 1847                                     | 1851                      | Jean Etienne Bergheau      |              | Notaire                                                       |
| 1852                                     | 1857                      | Marc Antoine Ponsonnailles |              | Huissier                                                      |
| 1857                                     | 1869                      | Jean Louis le Sénéchal     |              | Directeur de l'école de Saint-Angheau                         |
| 1869                                     | 1878                      | Julien Bergheau            |              | Notaire                                                       |
| 1878                                     | 1882                      | Guillaume Brun             |              | Huissier                                                      |
| 1882                                     | 1883                      | Antonin Basset             |              |                                                               |
| 1883                                     | 1887                      | Raoul Fonteilles           |              | Juge de paix                                                  |
| 1887                                     | 1892                      | Docteur Georges Mary       |              |                                                               |
| 1892                                     | 1896                      | Pierre Rouchy              |              | Pharmacien                                                    |
| 1896                                     | 1897                      | Docteur Georges Mary       |              |                                                               |
| 1897                                     | 1898                      | Guillaume Tissandier       |              | Agriculteur                                                   |
| 1898                                     | 1936                      | Fernand Brun               |              | Avocat                                                        |
| 1936                                     | 1944                      | Jean Ménardie              |              | Directeur de l'usine Silice                                   |
| décembre 1944                            | mai 1945                  | Mélanie Brun               |              | Épouse de Fernand Brun                                        |
| mai 1945                                 | juillet 1946              | Joseph Basset              |              | Instituteur, directeur de l'école de Saint-Étienne-de-Chomeil |
| juillet 1946                             |                           | Mélanie Brun               |              |                                                               |
| octobre 1947                             | mars 1959                 | Docteur Georges Delteil    | DVD          | Conseiller général                                            |
| mars 1959                                | 1964                      | Pierre Gilbert             | MRP          | Commerçant, conseiller général                                |
| 1964                                     | mars 1971                 | Jean Tible                 | DVD          | Commerçant, conseiller général                                |
| mars 1971                                | mars 1989                 | Docteur Georges Godenèche  | UDR-RPR      | Conseiller général                                            |
| mars 1989                                | mars 2001                 | Raymond Cerruti            | RPR          | Commerçant, conseiller général                                |
| mars 2001                                | avril 2014                | Guy Delteil                | RPR puis UMP | Conseiller général (2008-2015)                                |
| avril 2014                               | En cours (au 4 juin 2020) | François Boisset           | PCF          | Retraité                                                      |

## Population et société

### Démographie

#### Évolution démographique
L'évolution du nombre d'habitants est connue à travers les recensements de la population effectués dans la commune depuis 1793. Pour les communes de moins de 10 000 habitants, une enquête de recensement portant sur toute la population est réalisée tous les cinq ans, les populations de référence des années intermédiaires étant quant à elles estimées par interpolation ou extrapolation. Pour la commune, le premier recensement exhaustif entrant dans le cadre du nouveau dispositif a été réalisé en 2006.

En 2022, la commune comptait 2 403 habitants, en évolution de −4,64 % par rapport à 2016 (Cantal : −1,08 %, France hors Mayotte : +2,11 %).
| 1793 | 1800 | 1806 | 1821 | 1831  | 1836  | 1841  | 1846  | 1851  |
| ---- | ---- | ---- | ---- | ----- | ----- | ----- | ----- | ----- |
| 500  | 714  | 876  | 774  | 2 063 | 2 227 | 2 370 | 2 589 | 2 717 |

| 1856  | 1861  | 1866  | 1872  | 1876  | 1881  | 1886  | 1891  | 1896  |
| ----- | ----- | ----- | ----- | ----- | ----- | ----- | ----- | ----- |
| 2 683 | 2 594 | 2 644 | 2 700 | 2 768 | 2 612 | 2 790 | 3 044 | 3 046 |

| 1901  | 1906  | 1911  | 1921  | 1926  | 1931  | 1936  | 1946  | 1954  |
| ----- | ----- | ----- | ----- | ----- | ----- | ----- | ----- | ----- |
| 3 139 | 3 125 | 2 901 | 2 183 | 2 553 | 2 611 | 2 953 | 2 905 | 3 107 |

| 1962  | 1968  | 1975  | 1982  | 1990  | 1999  | 2006  | 2011  | 2016  |
| ----- | ----- | ----- | ----- | ----- | ----- | ----- | ----- | ----- |
| 3 399 | 3 527 | 3 624 | 3 417 | 3 225 | 2 842 | 2 727 | 2 681 | 2 520 |

| 2021  | 2022  | - | - | - | - | - | - | - |
| ----- | ----- | - | - | - | - | - | - | - |
| 2 428 | 2 403 | - | - | - | - | - | - | - |

#### Pyramide des âges
La population de la commune est relativement âgée. En 2021, le taux de personnes d'un âge inférieur à 30 ans s'élève à 20,5 %, soit un taux inférieur à la moyenne départementale (26,5 %). À l'inverse, le taux de personnes d'un âge supérieur à 60 ans (47,9 %) est supérieur au taux départemental (36,6 %).
En 2021, la commune comptait 1 145 hommes pour 1 283 femmes, soit un taux de 52,84 % de femmes, supérieur au taux départemental (51,1 %).
Les pyramides des âges de la commune et du département s'établissent comme suit :
| Hommes | Classe d’âge | Femmes |
| ------ | ------------ | ------ |
| 2      | 90 ou +      | 4,4    |
| 14,1   | 75-89 ans    | 18,5   |
| 28,1   | 60-74 ans    | 28,3   |
| 20,2   | 45-59 ans    | 16,4   |
| 13,5   | 30-44 ans    | 13,4   |
| 10,5   | 15-29 ans    | 10     |
| 11,5   | 0-14 ans     | 9      |

| Hommes | Classe d’âge | Femmes |
| ------ | ------------ | ------ |
| 1,2    | 90 ou +      | 3,1    |
| 10,1   | 75-89 ans    | 13,5   |
| 22,9   | 60-74 ans    | 22,6   |
| 21,8   | 45-59 ans    | 20,5   |
| 16,1   | 30-44 ans    | 15,2   |
| 13,8   | 15-29 ans    | 11,9   |
| 14,2   | 0-14 ans     | 13,3   |

### Manifestations culturelles et festivités
- Rallye Gentiane, mai
- Fête de l'Axe Vert, mai
- Fête patronale, 3e week-end de juin
- Festival Entre ciel et terre, juillet
- Festival Es'contes (juillet)
- Fête de la gentiane, juillet
- Salon du livre, août
- Fête de la Rosière, week-end du 15 août
- Fête du Bleu d'Auvergne, avant-dernier week-end d'août[29]
- Journées mycologiques de Haute-Auvergne, octobre
- Marché de Noël, décembre

La communauté de communes du Pays Gentiane, l'Office culturel du Pays Gentiane, l'Office de tourisme du Pays Gentiane, la bibliothèque municipale et le milieu associatif en général organisent également plusieurs rendez-vous culturels de septembre à juin (concerts, théâtre, danse, expositions, compétitions sportives…).

### Sports
Le Stade riomois a joué trois saisons en Division nationale du championnat de France amateurs en 1949-1950, 1957-1958 et 1966-1967, à la suite de ses titres de champion d'Auvergne. Robert Valette a entrainé le club de 1978 à 1980.

## Économie
Riom est essentiellement un pôle tertiaire qui employait 1335 personnes en 2012. La santé constitue le premier secteur d'emploi (environ 450 personnes). La ville compte plus de 100 commerçants et artisans ainsi qu'une centaine d'emplois relevant d'administrations centrales (Poste, Trésor Public…).

### Agriculture
Riom compte une cinquantaine d'agriculteurs. L'élevage de bovins de la race locale Salers joue un rôle important.

### Agroalimentaire
La fabrication du cantal et du bleu d'Auvergne constitue la principale activité du secteur agroalimentaire. La Société fromagère de Riom est la principale entreprise dans ce domaine qui emploie 180 personnes. Plus de la moitié de la production de Bleu d'Auvergne provient de Riom. La première laiterie est ouverte en 1900 par Charles Seroude et de 1949 à 1958, La vache qui rit y sera fabriquée. L'usine regroupe environ 1 000 agriculteurs au sein de l'UCFC.
Une marque de liqueur de gentiane, l'Avèze est produite localement et emploie quelques personnes.

### Industrie
Chemviron, filiale de Calgon Carbon, dispose à Riom d'un des trois sites de transformation de la diatomite en France. Celle-ci est désormais extraite du gisement de Foufouilloux situé à Virargues. L'entreprise emploie une cinquantaine de personnes à Riom.

## Culture locale et patrimoine

### Lieux et monuments
- Le dolmen de la Cousty. (Sites mégalithiques du Cantal)
- L'église Saint-Georges est une église romane bâtie du XIe au XVe siècle. Les chapiteaux du chœur sont classés Monument historique depuis 1924[33].

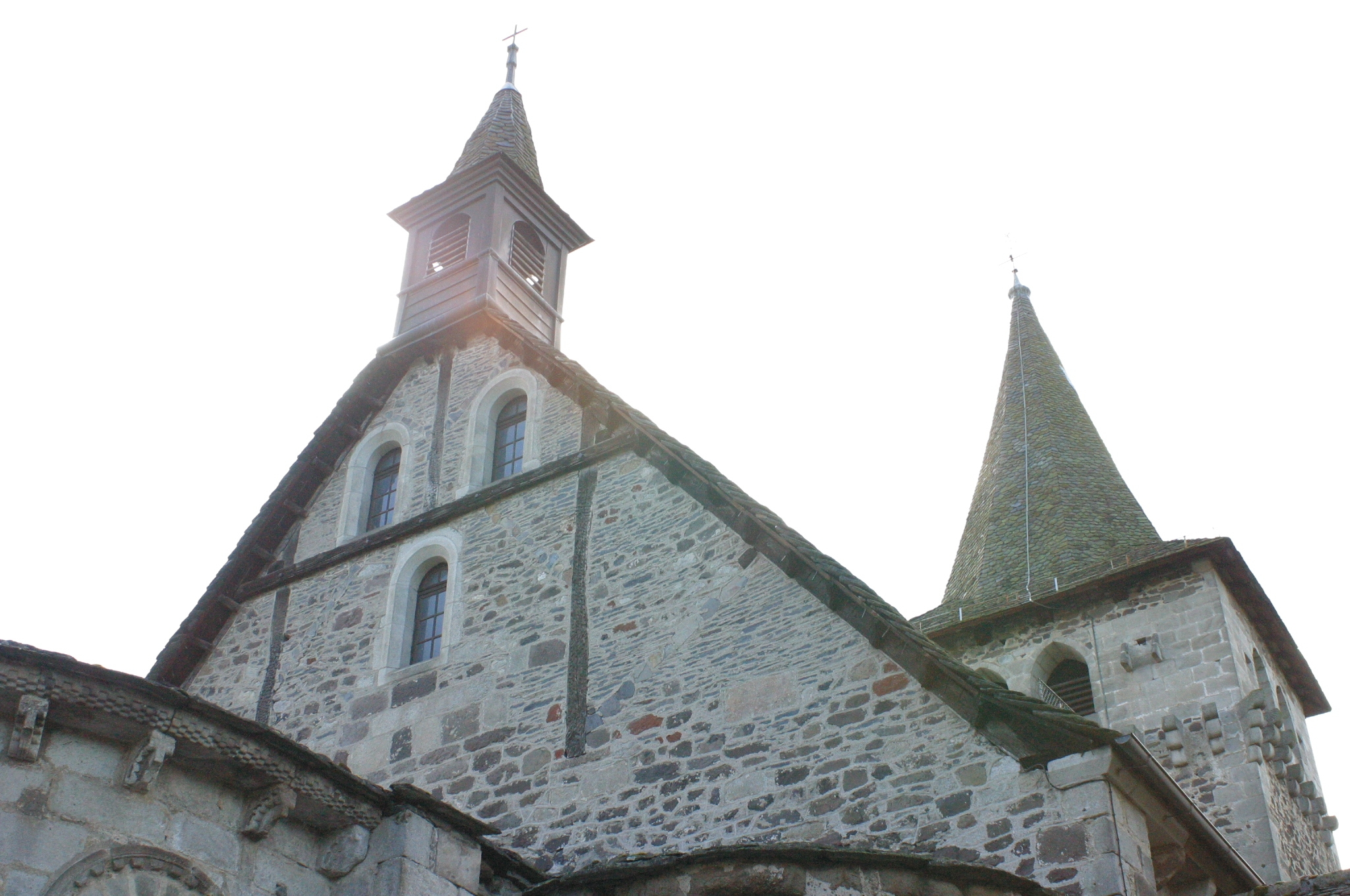
Vue extérieure.
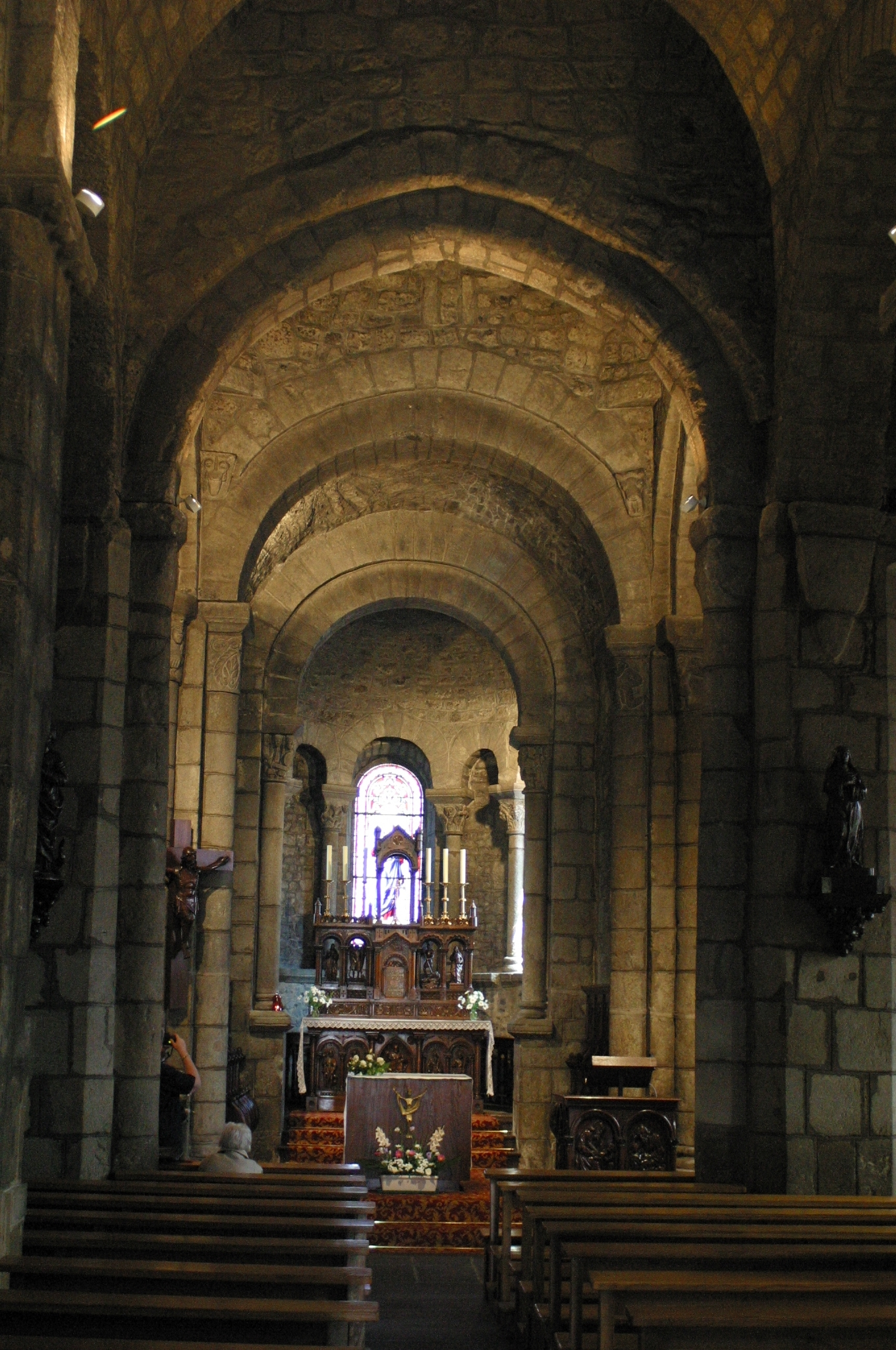
Nef.
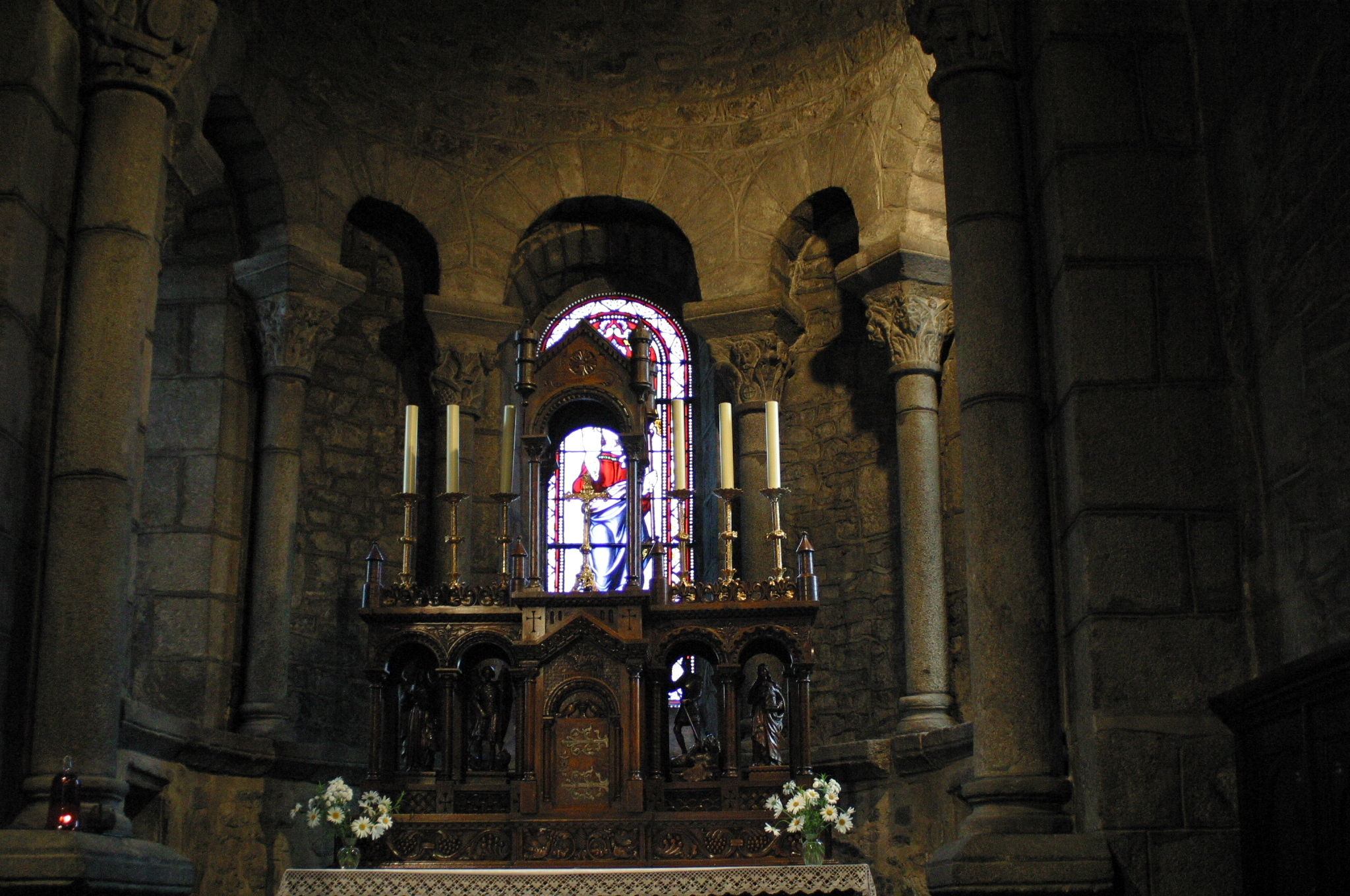
Chœur.
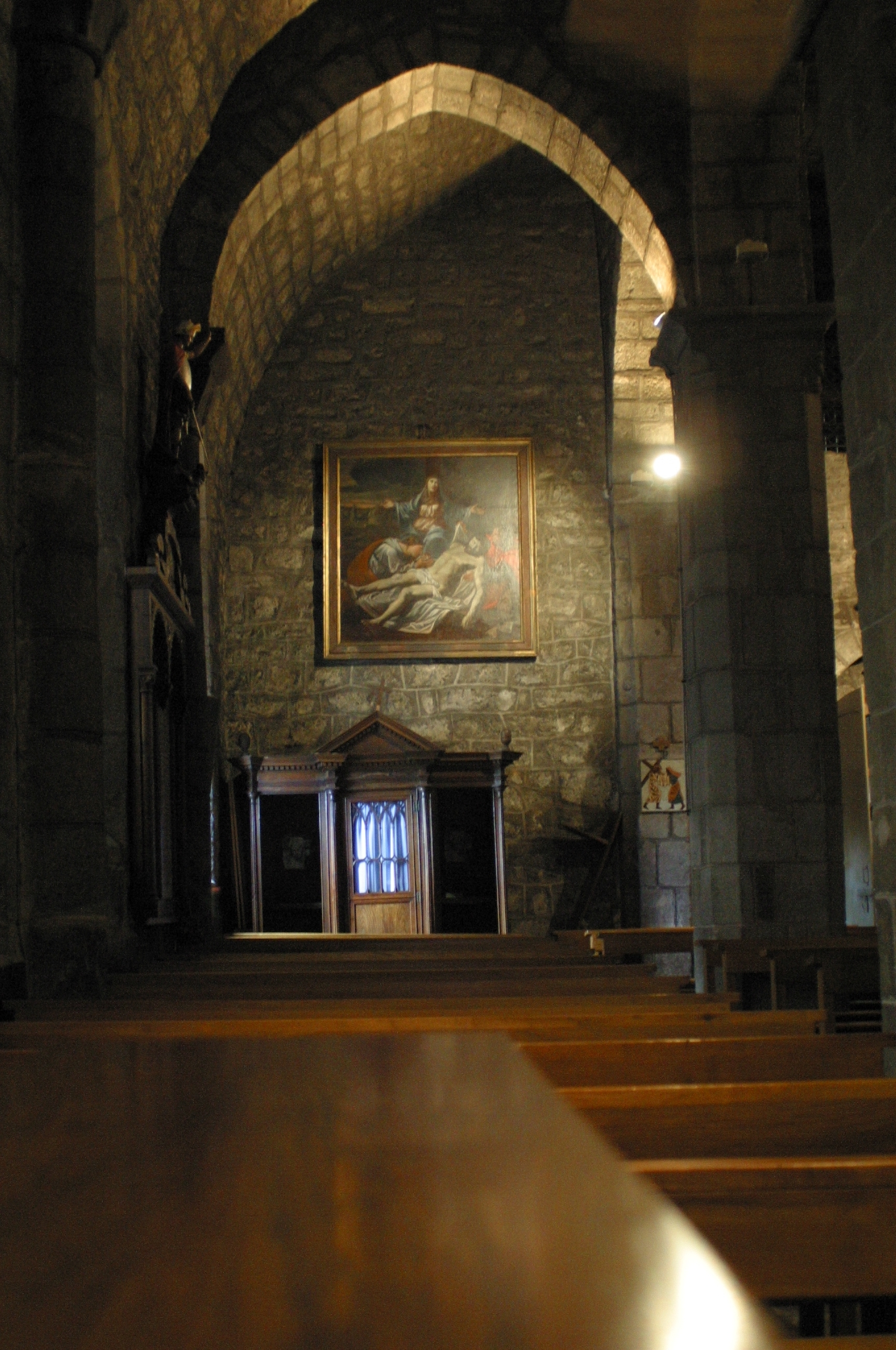
Fond du collatéral droit.
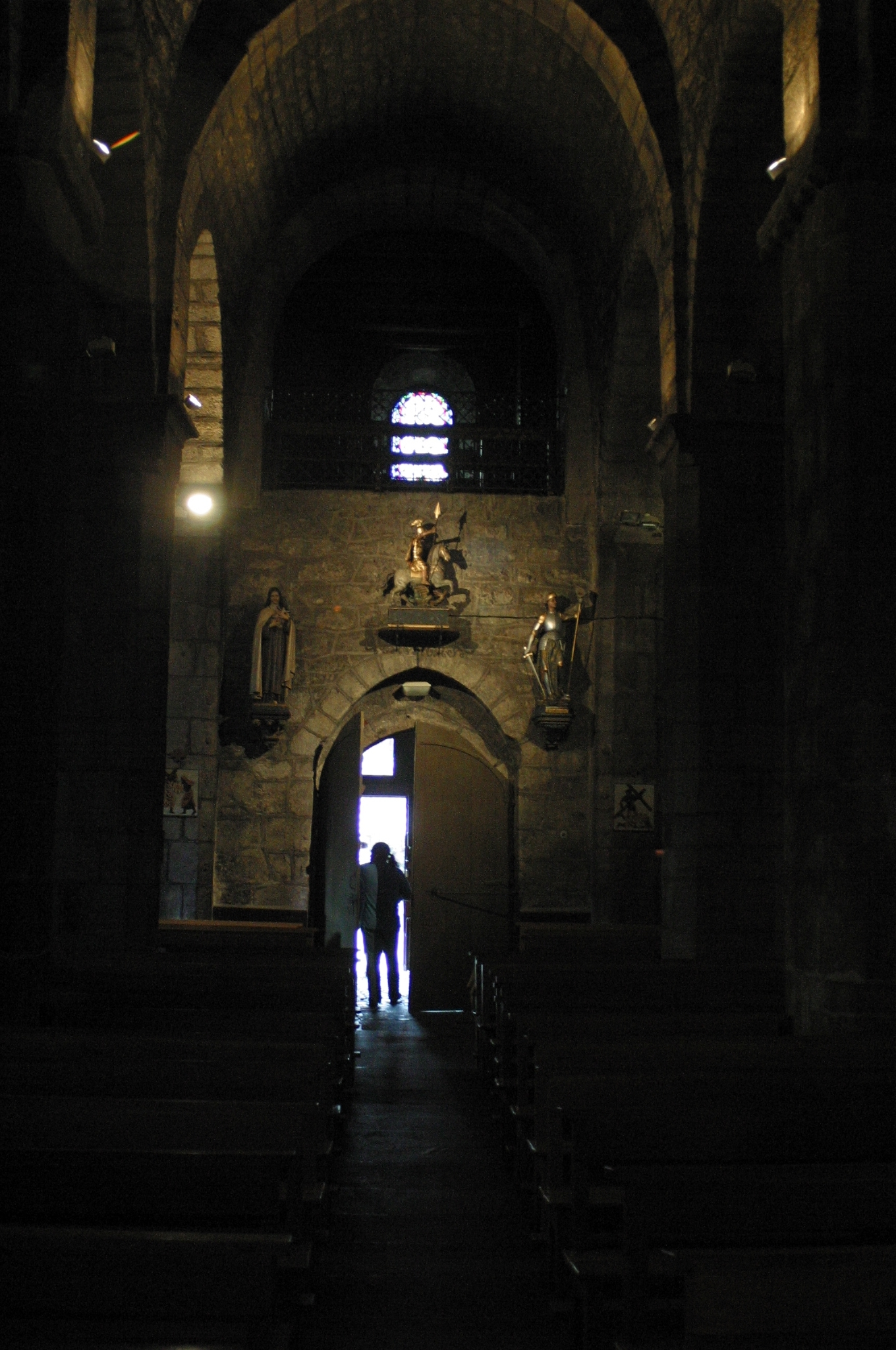
Fond.
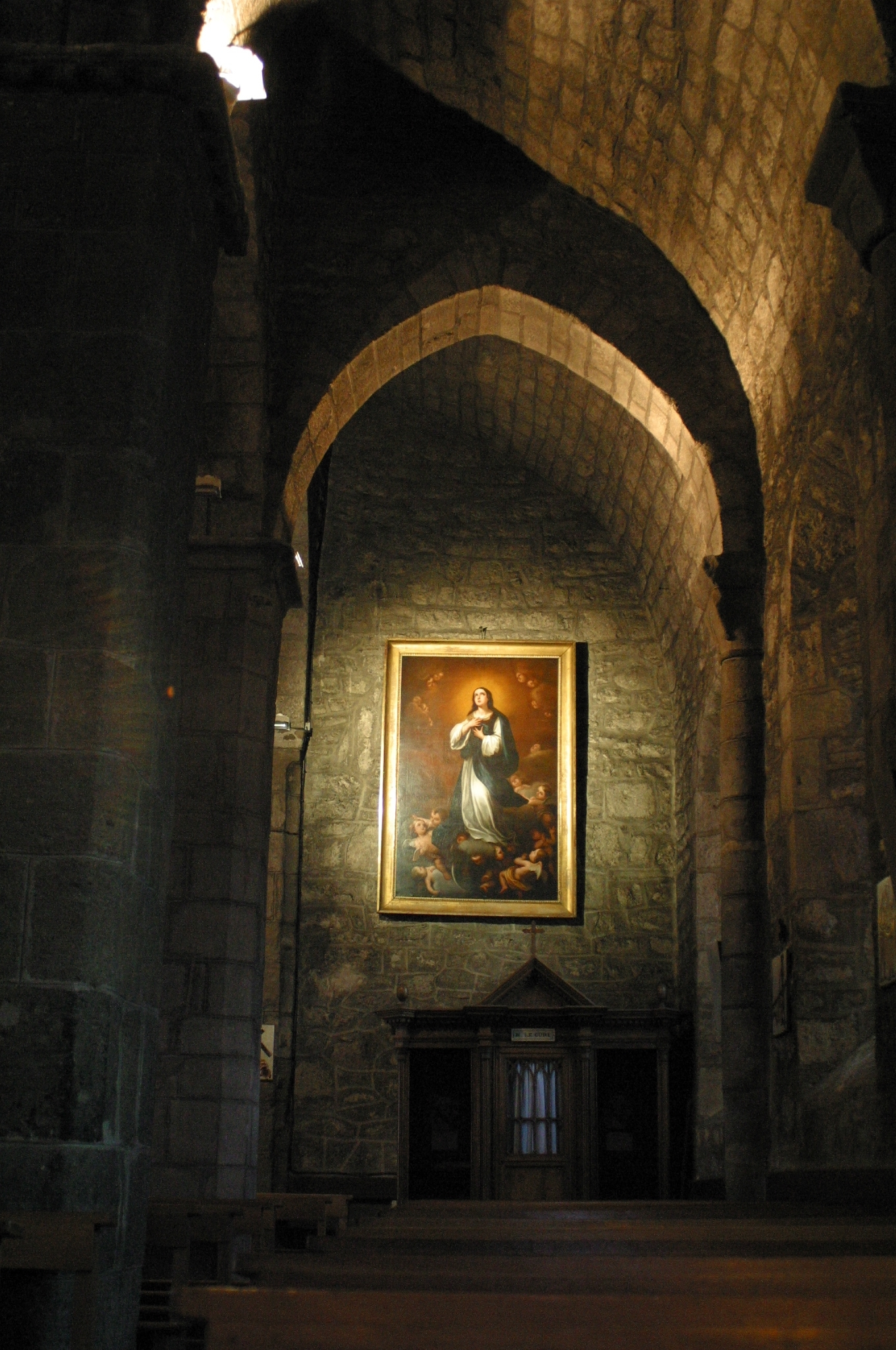
Fond du collatéral gauche.

- En 1924, les habitations préhistoriques de Châteauneuf furent aussi classées Monument historique[34].
- La gare de Riom-ès-Montagnes, terminus du train touristique Gentiane express à destination de la gare de Lugarde - Marchastel.
- Le viaduc de Barajol sur la ligne de chemin de fer de Bort-les-Orgues à Neussargues[35],[36].

Autres lieux :

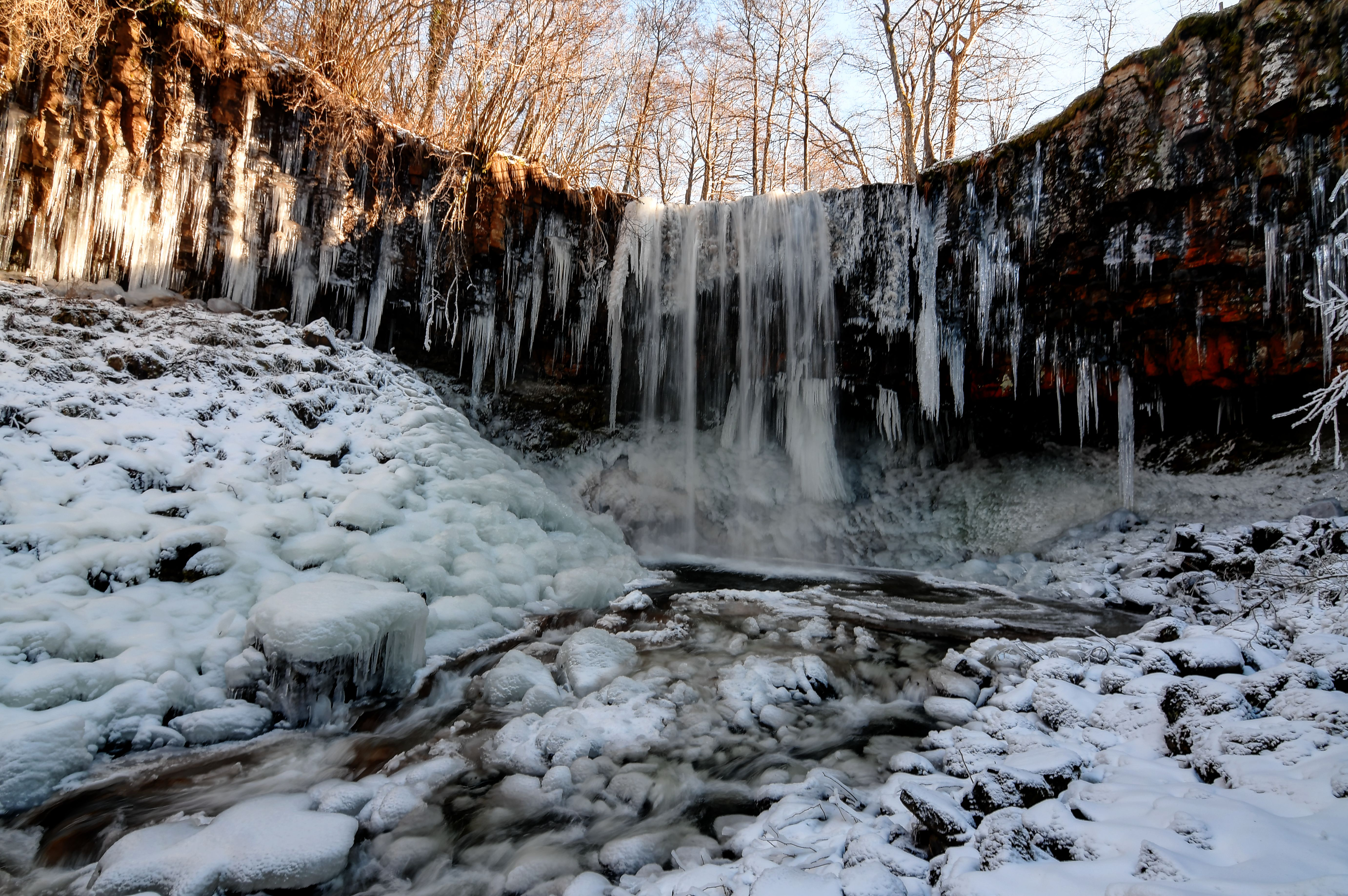
Cascade de la Ribeyrette en hiver.

- Maison de la Gentiane (site du parc naturel régional des volcans d'Auvergne) et Espace Avèze[29].
- Sentiers botaniques et randonnées familiales.
- Lacs de Roussillou, des Bondes, de Majonenc.
- Site de Montautel, orgues de Châteauneuf.
- Cascade de la Ribeyrette, sur la rivière le Cheylat.

### Personnalités liées à la commune
- Fernand Brun, homme politique, né et mort à Riom-ès-Montagnes.
- Victor Bataille (1887-1975), parlementaire de la Troisième République, né à Riom-ès-Montagnes.
- Georges Bataille (1897-1962), écrivain, a passé une partie de son enfance à Riom pendant la Première Guerre mondiale.
- Henri Delteil (1903-1980), général français, signataire des accords de Genève mettant fin à la guerre d'Indochine.
- Haïm Brezis (1944-2024), mathématicien français, est né à Riom-ès-Montagnes où ses parents s'étaient réfugiés pendant la Seconde Guerre mondiale.
- Didier Arnal (né en 1961), ancien président du Conseil général du Val-d'Oise.
- Pierre-Yves Bournazel, député de la 18e circonscription de Paris.
- Giuseppe Tribus, peintre décorateur italien du Trentin, est venu de Trizac en 1939 peindre des trompe-l'œil, des publicités et des tableaux comme la Font-Sainte daté précisément du 3 septembre 1939, jusqu'à ce que l'Organisation Todt l'envoie construire le mur de l'Atlantique.

### Héraldique
| Blason de Riom-ès-Montagnes | Blason  | De gueules au lion d'hermine, armé, lampassé et couronné d'or. |
| Blason de Riom-ès-Montagnes | Détails | Le statut officiel du blason reste à déterminer.               |